# Ітахасі Мінамі
Ітахасі Мінамі (28 січня 2000) — японська стрибунка у воду.
Учасниця Олімпійських Ігор 2016, 2020 років.